# グレート・リプレイスメント

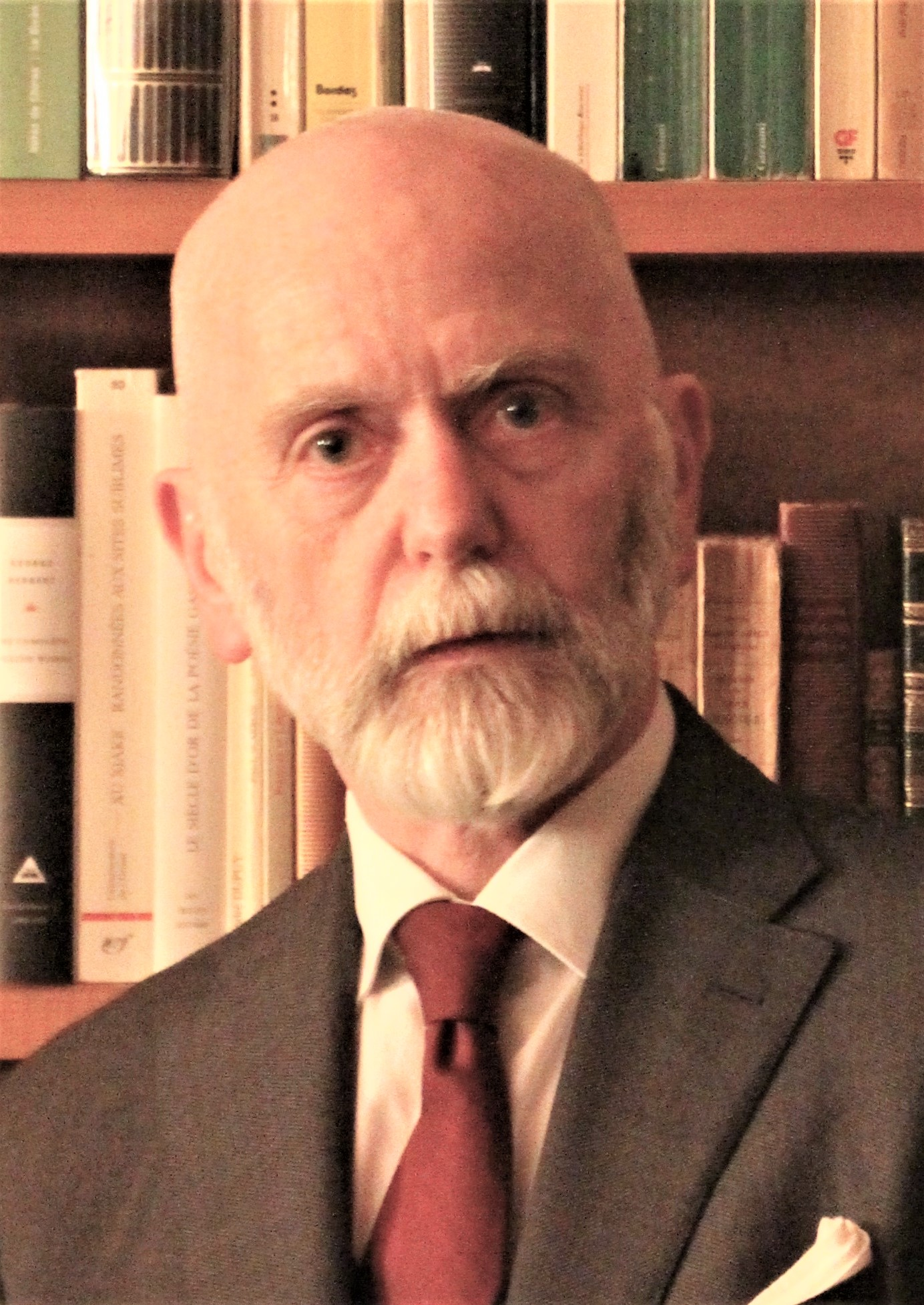
ルノー・カミュ

グレート・リプレイスメント (英: Great Replacement , 仏: Grand Remplacement グラン・ランプラスマン) は、フランス人作家のルノー・カミュが提唱した、白人至上主義的、極右的な陰謀論の一種。直訳すると「大代替」、「大置換」といった意味になる。

## 概要
この理論によると、エリート層のリプレイシスト (置換主義者) の関与により、白人系のヨーロッパ住民が出生率の減少や、非白人系、特にイスラム世界からの大規模な移民によって統計的、文化的に置き換えられているとしている。多くの学者はこの理論について統計の誇大的な解釈と非科学的で差別的な思想に基づいたものだと批判している。
19世紀後期より極右勢力による類似の主張はなされ続けてきたが、2011年のカミュの著書「Le Grand Remplacement」によって言語化されて広く普及した。同著書では特にムスリム系フランス住民によるフランス文化、文明の破壊や、潜在的な脅威に結び付けている。カミュをはじめとした陰謀論者は、このような動きがフランス政府やEU、国際連合の内部においてグローバリズム、リベラル派のエリート達によって意図的に促進された「代替的ジェノサイド」だとしている。
この陰謀論はヨーロッパ各地で広く支持されているほか、ヨーロッパ以外の西側諸国においても反移民主義者、白人至上主義者らの間で広まりつつある。多くの支持者は、「移民たちのほとんどは先住の白人系住民を少数派にするため、あわよくば絶滅させるために入植を続けている」と主張している。いわゆるホワイト・ジェノサイド論の一つとして数えられるが、従来のものと比較すると反ユダヤ主義よりもイスラム恐怖症に重点が置かれている。この主張は汎ヨーロッパ主義を喧伝する目的で包括的なスローガンと共に盛んに引用されている。
カミュは公には白人至上主義者による暴力を否定しているものの、カミュが移民たちについて白人に対する存在的脅威だと表現することで暴力を暗に助長しているという指摘もある。クライストチャーチモスク銃乱射事件、エルパソ銃乱射事件、2022年バッファロー銃乱射事件など、近年起きた極右主義者のテロ、銃乱射事件においてそれぞれの実行犯がこの理論について言及した。